# Хикарилья (индейская резервация)
Хикарилья (англ. Jicarilla Apache Nation Reservation) — индейская резервация, расположенная в северной части штата Нью-Мексико, США. 

## История
В 1846 году Новая Мексика стала частью Соединённых Штатов, и вся территория хикарилья была открыта для американских поселенцев, что привело к враждебности со стороны части племени. В 1872 и 1873 годах американские власти предприняли попытки переселить хикарилья на юг к форту Стэнтон, но большая часть племени ушла в район Тьерра-Амарилья.
В 1878 году правительство США временно прекратило выдавать хикарилья пайки из-за их отказа переселиться на юг, что вынудило воинов отправиться в набеги. В 1880 году племя переместили в новую резервацию, на Рио-Навахо, где оно оставалось до 1883 года, после чего их перевели к форту Стэнтон. 11 февраля 1887 года указом президента США Гровера Кливленда для хикарилья была создана резервация на их традиционной территории, которая была расширена в 1907 году, чтобы включить земли, более благоприятные для скотоводства и сельского хозяйства.

## География
Резервация расположена на севере Нью-Мексико в пределах двух округов штата — Рио-Арриба и Сандовал. Южная половина резервации представляет собой открытые равнины, а северная часть расположена в поросших деревьями Скалистых горах. Пути миграции млекопитающих и птиц пересекают резервацию сезонно, включая горного льва, барибала, лося, канадских гусей и индейку.
Общая площадь Хикарильи составляет 3 558,79 км², из них 3 548,23 км² приходится на сушу и 10,57 км² — на воду. Административным центром резервации является статистически обособленная местность Далси (на языке хикарилья — Лооси).

## Демография
По данным федеральной переписи населения 2000 года, в резервации проживало 2 755 человек.
В 2019 году в резервации проживало 3 356 человек. Расовый состав населения: белые — 135 чел., афроамериканцы — 43 чел., коренные американцы (индейцы США) — 2 967 чел., азиаты — 0 чел., океанийцы — 0 чел., представители других рас — 147 чел., представители двух или более рас — 64 человека. Плотность населения составляла 0,94 чел./км². Большинство людей в резервации живут в поселении Далси.